# Haliclystus antarcticus
Haliclystus antarcticus är en nässeldjursart som beskrevs av Pfeffer 1889. Haliclystus antarcticus ingår i släktet Haliclystus och familjen Lucernariidae.
Artens utbredningsområde är Södra Ishavet. Inga underarter finns listade i Catalogue of Life.

## Bildgalleri

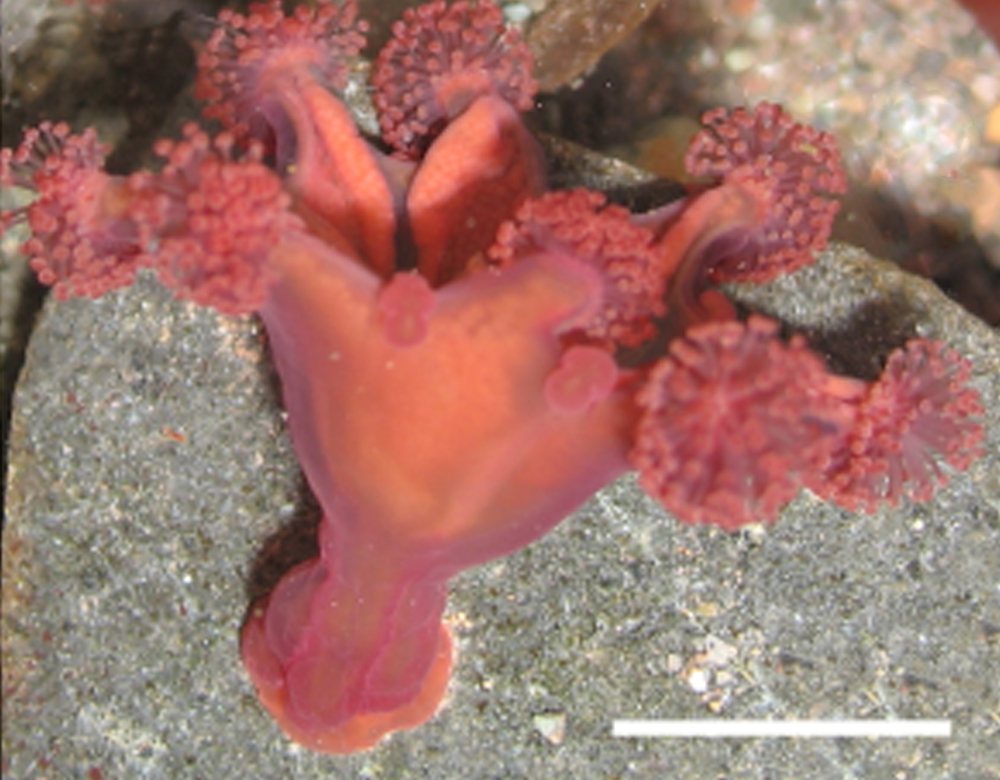
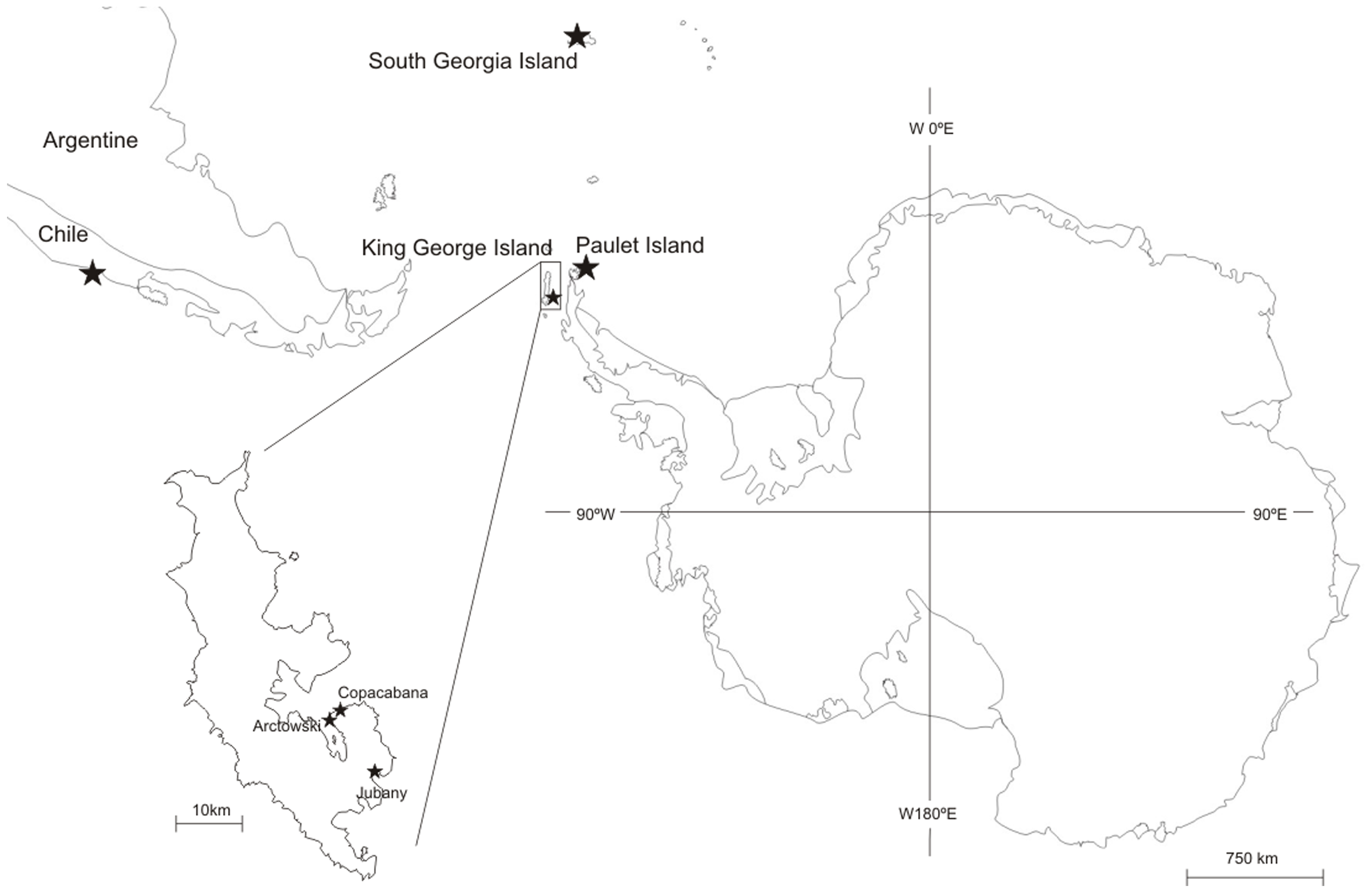
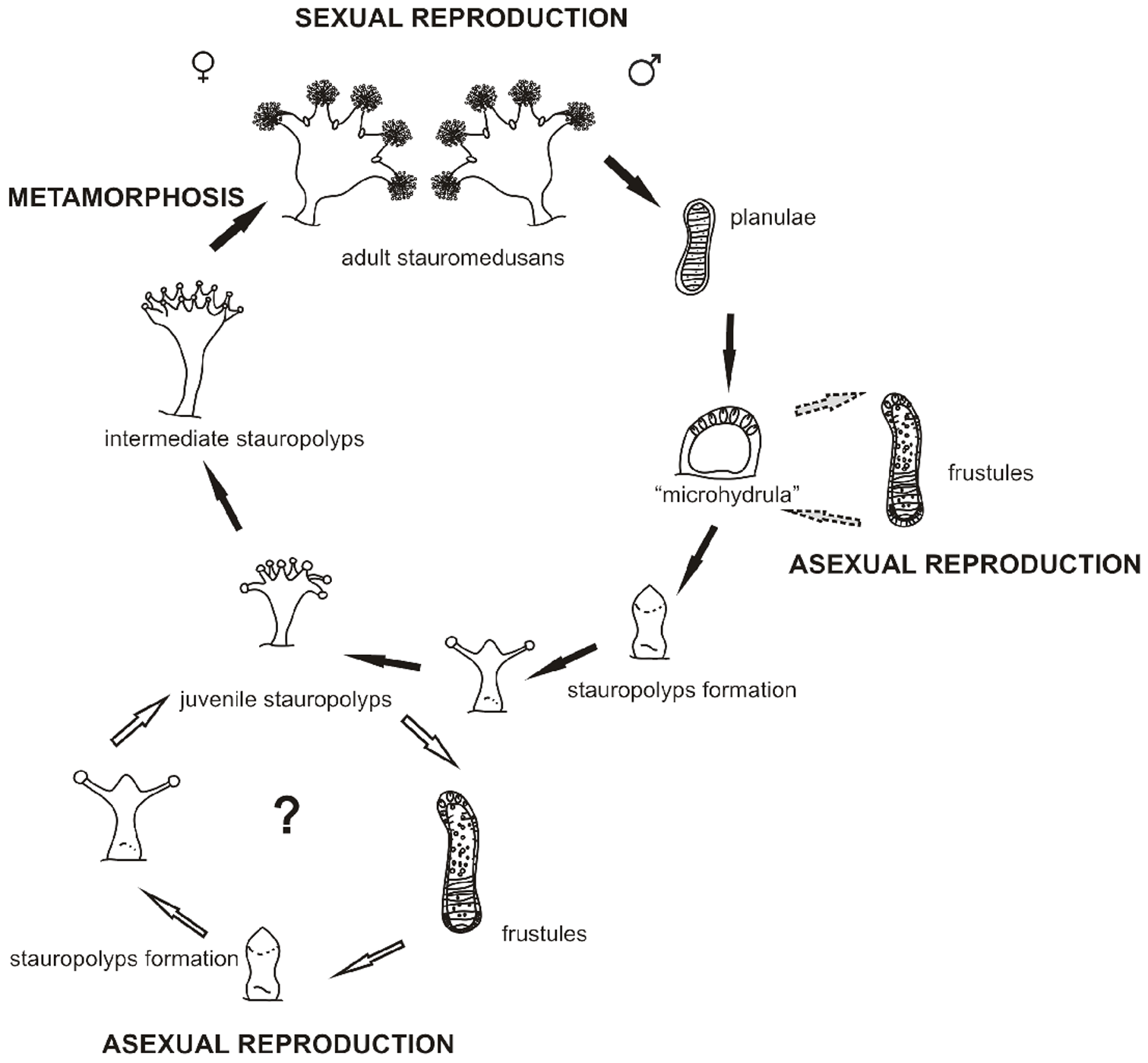